# 臨安府 (雲南省)

雲南省の臨安府の位置（1820年）

臨安府（りんあんふ）は、中国にかつて存在した府。明代から民国初年にかけて、現在の雲南省玉渓市と紅河ハニ族イ族自治州一帯に設置された。

## 概要
1256年（憲宗6年）、モンゴル帝国により休臘に万戸が置かれた。1271年（至元8年）、元により休臘に臨安路が置かれた。臨安路は雲南等処行中書省に属し、河西・蒙自の2県と舎資千戸と建水州・石坪州と寧州に属する通海・嶍峨の2県、合わせて3州4県1千戸を管轄した。
1382年（洪武15年）、明により臨安路は臨安府と改められた。臨安府は雲南省に属し、直属の河西・通海・嶍峨・新平・蒙自の5県と建水州・石屏州・阿迷州・寧州・新化州・寧遠州の6州と納楼茶甸長官司・教化三部長官司・王弄山長官司・虧容甸長官司・渓処甸長官司・思佗甸長官司・落恐甸長官司・左能寨長官司・安南長官司の9長官司、合わせて6州5県9長官司を管轄した。
清のとき、臨安府は雲南省に属し、河西・通海・嶍峨・蒙自・建水・石屏州・阿迷州・寧州の3州5県を管轄した。
1913年、中華民国により臨安府は廃止された。